# Usturoi
Usturoiul (Allium sativum) este o plantă comestibilă, utilizată ca aliment și condiment. În medicina populară este considerat, alături de ceapă, un adevărat medicament, datorită conținutului bogat de vitamine și substanțe minerale. În Egiptul antic și în timpul romanilor, usturoiul era cunoscut ca un mijloc preventiv al bolilor contagioase. Ulterior s-a stabilit că efectul usturoiului, în combinație cu mierea de albine, sau alte produse naturale, este benefic în prevenirea sau ameliorarea bolilor cardiovasculare, a tulburărilor digestive, sau a pneumopatiilor. În afară de efectul antimicrobian, are și un efect antihelmintic (contra viermilor intestinali).

## Utilizare medicinală
Un studiu a demonstrat că suplimentarea cu extract de usturoi inhibă calcificarea vasculară la pacienții umani care au colesterolul din sânge ridicat.

## Cultivare
Usturoiul este ușor de cultivat și în climatul blând poate fi cultivat pe tot parcursul anului. Deși reproducerea sexuală a usturoiului este posibilă, aproape tot usturoiul cultivat se reproduce pe cale asexuală prin plantarea individuală a cățeilor în pământ. Vor germina doar semințele mari și sănătoase de usturoi. În climatul mai rece, usturoiul se plantează cel mai bine cu aproximativ șase săptămâni înainte de înghețarea solului. Scopul este ca bulbii să dezvolte doar rădăcini și să nu dea lăstari deasupra solului. Recoltarea se face la sfârșitul primăverii sau la începutul verii.
Plantele de usturoi pot fi cultivate aproape una de alta, lăsând suficient spațiu pentru maturarea bulbilor și sunt ușor de cultivat în containere de adâncime adecvată. Usturoiul crește bine în soluri afânate, uscate, bine drenate, în locuri însorite și este rezistent în toate zonele climatice USDA 4-9. La alegerea usturoiului pentru plantare, este important să se aleagă bulbi mari, din care se desprind căței. Cățeii mari, împreună cu distanțarea corectă între ei pe patul de plantare, vor crește și dimensiunea bulbilor. Plantele de usturoi preferă să crească în sol cu un conținut ridicat de substanțe organice, dar sunt capabile să crească într-o gamă largă de condiții de sol și niveluri de pH.
Există diferite soiuri de usturoi, cel mai remarcabil fiind că se împart în subspecii de usturoi tare și usturoi moale. Latitudinea unde se cultivă usturoiul influențează alegerea soiului, deoarece usturoiul poate fi sensibil la durata zilei. Usturoiul tare este de obicei cultivat în climate mai reci și produce căței relativ mari, în timp ce usturoiul moale este de obicei cultivat mai aproape de ecuator și produce căței mici, compact ambalați.
Tulpinile usturoiului se îndepărtează pentru a direcționa toată energia usturoiului spre creșterea bulbilor. Tulpinile pot fi consumate crude sau gătite.